# Małyj Majak
Małyj Majak (ukr. Малий Маяк, ros. Малый Маяк) – wieś na Ukrainie, w Autonomicznej Republice Krymu (de iure stanowiącej integralną część państwa ukraińskiego, w 2014 anektowanej przez Rosję i odtąd funkcjonującej jako Republika Krymu), administracyjnie podprządkowana radzie miejskiej w Ałuszcie. W 2001 liczyła 2203 mieszkańców, wśród których 209 wskazało jako ojczysty język ukraiński, 1907 rosyjski, 70 krymskotatarski, 2 mołdawski, 1 węgierski, 1 białoruski, a 13 inny. Według spisu ludności przeprowadzonego przez okupacyjne władze rosyjskie populacja wsi w 2014 wynosiła 2298 osób.